# Реннерод
Реннерод (нім. Rennerod) — місто в Німеччині, розташоване в землі Рейнланд-Пфальц. Входить до складу району Вестервальд. Центр об'єднання громад Реннерод.
Площа — 18,14 км2. Населення становить 4374 ос. (станом на 31 грудня 2020).